# Gotthold Lessing (Politiker)
Gotthold Ephraim Lessing der Jüngere (* 7. April 1861 in Berlin; † 3. März 1919) war Gutsbesitzer und Mitglied des Deutschen Reichstags.

## Leben
Lessing war der Sohn von Carl Robert Lessing und der Urgroßneffe von Gotthold Ephraim Lessing. Von seinem Vater erbte er Schloss Meseberg, in das er 1891 mit seiner Frau Anna, geb. Zelle, einzog. 1934 musste seine Witwe Schloss Meseberg wieder verkaufen.
Lessing war Miteigentümer der "Vossischen Zeitung" in Berlin. Von Juni 1896 bis 1898 war er Mitglied des Deutschen Reichstags für den Wahlkreis Potsdam 3 (Ruppin, Templin) und in der Freisinnigen Volkspartei. Sein Cousin, der Kammergerichtsrat Friedrich Müller (1845–1901), war 1898 ebenfalls Mitglied der Freisinnigen Volkspartei und des Deutschen Reichstages.
Er und seine Witwe Anna wurden in einem Mausoleum auf Gut Meseberg nahe dem Huwenowsee beigesetzt.